# アルゴンキン・ラウンド・テーブル

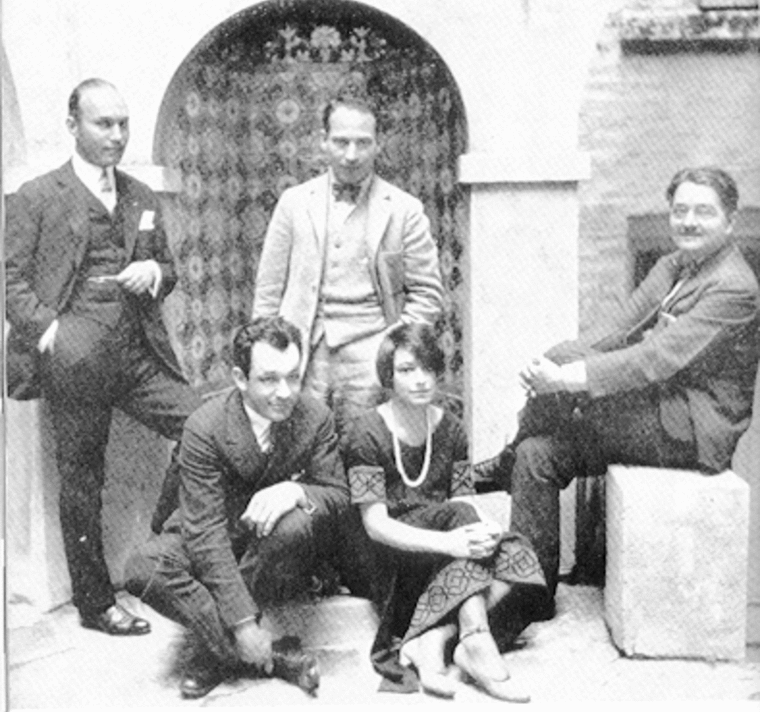
左からアート・サミュエル、チャールズ・マッカーサー、ハーポ・マルクス、ドロシー・パーカー、アレクサンダー・ウールコット

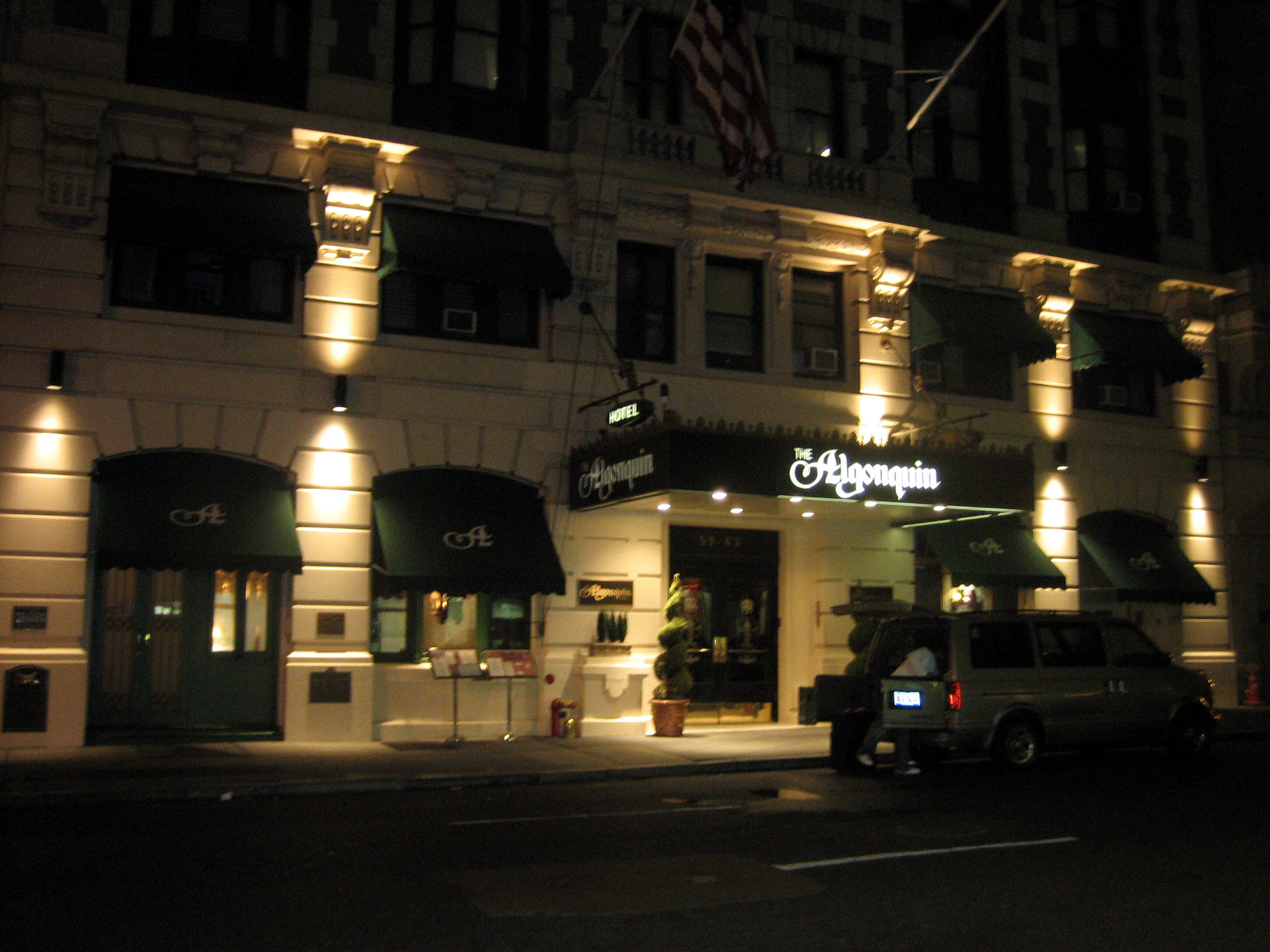
アルゴンキン・ホテル

アルゴンキン・ラウンド・テーブル（アルゴンキンの円卓、英: Algonquin Round Table）は、1920年代のニューヨークにあった出版関係者を中心とした社交サークル。雑誌記者、編集者、ジャーナリスト、批評家などが、毎日昼食時に、マンハッタンにあるアルゴンキン・ホテルのレストランの円卓（ラウンド・テーブル）に集まり、会話を楽しんだことから名づけられた。近くに劇場も多かったことから、劇作家や女優など演劇関係者も多かった。

## 概要
第一次世界大戦が終わって間もない1920年代、アメリカでは娯楽や大衆文化が活気づき、狂乱の20年代、ジャズ・エイジなどと呼ばれる享楽的な時代を迎えた。マンハッタン44丁目の5番街と6番街の間にあるアルゴンキン・ホテルの周囲には、流行や文化を牽引する出版社や劇場が当時多くあり、その関係者が昼時に集まっては、レストランルームの昼の営業時間が終わる夕方近くまで仲間内で食事と軽口を楽しんだ。集まる人数が増えるにつれ、会話がしやすいようにホテル側が円卓を用意したことから、「アルゴンキン・ラウンド・テーブル」と呼ばれるようになった。
中心人物は、ホテルの近くに事務所があったコンデナスト社の『ヴァニティ・フェア』誌や『ザ・ニューヨーカー』誌で働いていたロバート・ベンチリー、ドロシー・パーカー、ロバート・イー・シャーウッド、ハロルド・ロスらで、ほかに『ニューヨーク・トリビューン』『ニューヨーク・タイムズ』『ニューヨーク・ワールド』といった新聞のコラムニストたちや、売り出し中の女優やコメディアンなども加わり、最盛期には数十人の業界人が集まる華やかな社交の場となった。
1920年代の約10年間、業界人サークルとして賑わったこの集まりも、大恐慌とともに消滅した。1927年にトーキー映画が始まると、娯楽の中心も演劇から映画に移り、アルゴンキンに集っていた業界人の多くも仕事を求めてハリウッドに移っていった。

## 評価
円卓での辛辣でユーモアのある会話は、「ウィットに富み、ボン・モット（気のきいた名文句）の応酬だった」とされ、一時代を象徴するひとつの伝説的な文芸サロンとして語られる一方、実際には大した才能はいなかったという意見もあり、1994年の『ニューヨーク・タイムズ』の記事では、「パーカー、ベンチリー、カウフマン（演劇記者）、コネリー（劇作家）らの仕事はアメリカン・ユーモアとしては一級とは言えない」とし、「三流、四流、五流の知識人」による「売り込みに熱心な仲間内の慣れ合い」にすぎず、アルゴンキンの円卓についての歴史本の著者ですら「自分ならこのランチに参加したくない」と述べている、といった関係者による批判的な発言を紹介している。1968年には、円卓で交わされたジョークをまとめた『The Algonquin Wits（アルゴンキンのウィット集）』が出版されているが、エドマンド・ウィルソンは、「才気のない、ひどい語呂合わせ」と切り捨てている。

## アルゴンキン・ホテル
1902年創業。当初同ホテルのオークルームが使われていたが、のちに、ローズルームの円卓が使われた。業界人が集まったことで、おしゃれな場所として、ホテルの人気も上がった。のちにラウンド・テーブル・ルームと名付けられ、当時を偲ばせる絵画などが飾られている。1980年代には、日本の青木建設が所有していた。

## 映像化
1987年にはThe Ten-Year Lunch: The Wit and Legend of the Algonquin Round Table （10年間の昼食 - アルゴンキン・ラウンド・テーブルのウィットと伝説）というタイトルで、ドキュメンタリー映画が制作され、女優のヘレン・ヘイズなど、当時を知る関係者が思い出を語った。1994年には、主要人物だったドロシー・パーカーを描いた映画『ミセス・パーカー/ジャズエイジの華』が制作され、日本でも公開された。